# Snow Hill (Maryland)
Pour les articles homonymes, voir Snow Hill.
La ville de Snow Hill est le siège du comté de Worcester, situé dans l’État du Maryland, aux États-Unis. Sa population s’élevait à 2 103 habitants lors du recensement de 2010, estimée à 2 071 habitants en 2016.

## Démographie
| Groupe            | Snow Hill | Maryland | États-Unis |
| ----------------- | --------- | -------- | ---------- |
| Blancs            | 59,7      | 58,2     | 72,4       |
| Afro-Américains   | 39,0      | 29,4     | 12,6       |
| Métis             | 2,2       | 2,9      | 2,9        |
| Asiatiques        | 1,3       | 5,5      | 4,8        |
| Autres            | 0,3       | 3,6      | 6,2        |
| Amérindiens       | 0,2       | 0,4      | 0,9        |
| Total             | 100       | 100      | 100        |
|                   |           |          |            |
| Latino-Américains | 1,6       | 8,1      | 16,7       |

Selon l'American Community Survey, pour la période 2011-2015, 98,78 % de la population âgée de plus de 5 ans déclare parler anglais à la maison, alors que 0,54 % déclare parler l'espagnol et 0,68 % une autre langue.

## Personnalité
- Arch Johnson, acteur est décédé à Snow Hill

## Source
- (en) Cet article est partiellement ou en totalité issu de l’article de Wikipédia en anglais intitulé « Snow Hill, Maryland » (voir la liste des auteurs).